# Tierra Nueva 3.ª Sección
Tierra Nueva 3.ª Sección es una localidad del municipio de Huimanguillo ubicado en la subregión de la Chontalpa del estado mexicano de Tabasco.

## Geografía
La localidad de Tierra Nueva 3.ª Sección se sitúa en las coordenadas geográficas 17°42′01″N 93°28′27″O / 17.700278, -93.474167, a una elevación de 39 metros sobre el nivel del mar.

## Demografía
Según el Conteo de Población y Vivienda 2020, efectuado por el Instituto Nacional de Estadística y Geografía, la localidad de Tierra Nueva 3.ª Sección tiene 2,229 habitantes, de los cuales 1,087 son del sexo masculino y 1,142 del sexo femenino. Su tasa de fecundidad es de 2.52 hijos por mujer y tiene 608 viviendas particulares habitadas.
| Gráfica de evolución demográfica de Tierra Nueva 3.ª Sección entre 1970 y 2020 |
|                                                                                |
| INEGI.                                                                         |